# Les Derniers Jours de Pompéi (film, 1959)
Pour les articles homonymes, voir Les Derniers Jours de Pompéi (homonymie).
Pour plus de détails, voir Fiche technique et Distribution.
Les Derniers Jours de Pompéi (Gli ultimi giorni di Pompei) est un film italo-germano-hispano-monégasque réalisé par Mario Bonnard et Sergio Leone et sorti en 1959. Il s'agit d'une adaptation du roman du même nom d'Edward Bulwer-Lytton.

## Synopsis
Glaucus revient de son service militaire et découvre son père assassiné ; tout accuse les chrétiens dont tout le monde dit qu'ils sont des bandits sans foi ni loi... 
Sur fond d'éruption du Vésuve en 79 ap. J.-C., une persécution des chrétiens organisée par des citoyens aisés sans scrupules. 

## Fiche technique
- Titre : Les Derniers Jours de Pompéi
- Titre original : Gli ultimi giorni di Pompei
- Réalisation : Mario Bonnard et Sergio Leone
- Assistants-réalisation : Duccio Tessari, Enzo Barboni
- Scénario : Sergio Corbucci, Ennio De Concini, Luigi Emmanuele, Sergio Leone, Duccio Tessari, d'après le roman Les Derniers Jours de Pompéi d'Edward Bulwer-Lytton
- Musique : Angelo Francesco Lavagnino
- Photographie : Antonio L. Ballesteros
- Montage : Eraldo Da Roma
- Direction artistique : Ramiro Gómez
- Décors : Aldo Tommasini
- Costumes : Vittorio Rossi
- Maquillages : Angelo Malantrucco
- Pays de production :  Allemagne de l'Ouest,  État espagnol,  Italie,  Monaco
- Tournage : 
  - Langues : anglais, italien
  - Extérieurs : Naples, Pompei (Italie)
- Producteurs : Lucio Fulci, Paolo Moffa
- Sociétés de production : ABC Filmverleih (Allemagne), Transocean-Film Vasgen Badal & Co. KG (Allemagne), Cineproduzioni Associate (Italie), Domiciana (Italie), Procusa (Espagne)
- Sociétés de distribution : ABC-Filmverleih, United Artists
- Format : couleur (Eastmancolor) — 35 mm — 2.35:1 Supertotalscope — monophonique
- Genre : film historique, péplum
- Durée : France 100 min, Allemagne de l'Ouest 96 min, Italie 100 min, Espagne franquiste 95 min, États-Unis 103 min
- Dates de sortie :
  - Italie : 12 novembre 1959
  - Allemagne de l'Ouest : 22 décembre 1959
  - France : 6 avril 1960

## Distribution
- Steve Reeves (VF : Bernard Noël) : Glaucus
- Christine Kaufmann (V.F : Sophie Leclair) : Elena, fille d'Ascanius
- Fernando Rey (VF : Jean Davy) : Arbacès, grand prêtre
- Barbara Carroll (VF : Joëlle Janin) : Nydia
- Anne-Marie Baumann (VF : Nadine Alari) : Julia
- Angel Aranda (VF : Maurice Sarfati) : Antonius
- Mimmo Palmara (V.F : Jean Claudio) : Gallinus
- Guillermo Marín (V.F : Jean-François Laley) : Ascanius
- Carlo Tamberlani (VF : Richard Francoeur) : le chef des chrétiens
- lola Torres (VF : Mary Francey) : l'aubergiste
- Mino Doro (V.F : Louis Arbessier) : le consul
- Mario Berriatúa (V.F : Michel Gudin) : le prétorien Marcus
- Mario Morales : le prétorien Caius
- Ángel Ortiz (V.F : Henri Djanik) : le prétorien Helios
- Ignazio Dolce
- Vicky Lagos : la servante d'Ascanius
- Antonio Casas : l'ivrogne